# Inmigración mexicana en Belice
La inmigración mexicana en Belice se refiere al asentamiento de mexicanos en dicho país centroamericano. Se estiman unos 5,000 mexicanos entre sus descendientes e inmigrantes, la mayoría procede de los estados limítrofes como Quintana Roo y Campeche; así como de Yucatán (que dejó de ser limítrofe con Belice a principios del siglo XX con la creación del territorio de Quintana Roo) y de los estados del norte del país con presencia menonita.
Belice es uno de los países limítrofes con presencia mexicana desde que dejó de ser parte del Virreinato de Nueva España, un clima benigno y la estabilidad política que caracteriza a este país de Centroamérica. La población mexicana en Belice llega a casi 2 000 personas los cuales ejercen como profesionales, doctores, secretarias, servicios entre otros. Belice representa el noveno destino para inmigrantes mexicanos en el mundo. Y el tercero (luego de Costa Rica y Guatemala) en América Latina. A diferencia de otros destinos, la mayoría de los mexicanos que emigran a Belice proceden principalmente de Quintana Roo, Campeche y Chihuahua.

## Historia
Corozal es el pueblo más norteño de Belice. Fundado en el año 1848 por refugiados de la Guerra de Castas. 
Una masacre en el pueblo de Bacalar en México provocó el éxodo de miles de mestizos de Bacalar y de los alrededores.  Entre el año 1848 a 1856 más de 10 000 refugiados cruzaron el río Hondo hacia Belice. Estos inmigrantes buscaban refugio en el norte de Belice e incrementaron la población del pueblo de Corozal a 4 500 habitantes. James Blake, un magistrado beliceño los dejó establecerse en tierras del distrito de Corozal y los ayudó a establecer nuevas cosechas, entre ellas la caña de azúcar.
Después del paso del huracán Hattie, el gobierno beliceño decide fundar una nueva capital administrativa para país, se funda en 1960 la ciudad de Belmopán, la cual, desde su origen fue poblada por mexicanos, los mexicanos de la península de Yucatán decidieron probar suerte bajo algunas facilidades que realizó el gobierno del país para que Belmopán se convirtiera en la capital moderna y más cosmopolita de Belice. Sin embargo, Belmopán no es una ciudad atractiva para asentarse y eso provocó que se movieran muchos pioneros hacia la Ciudad de Belice.

## Menonitas mexicanos en Belice
Un importante grupo de menonitas de Belice nació en México, principalmente gente joven y adulta, los cuales llegaron procedentes de Chihuahua, Durango, Zacatecas, Quintana Roo y Campeche para contraer nupcias con menonitas beliceños o simplemente cambiar su residencia. Los hombres, se dedicaron de un principio a la agricultura y las mujeres a tareas del hogar. La mayor migración de ciudadanos mexicanos en Belice provienen de las comunidades menonitas del norte, lo que hace de este fenómeno un caso aislado para los estudios demográficos de México o de la movilidad de ciudadanos nacidos en México hacia otros países.
Algunos menonitas beliceños emigraron a las colonias menonitas en Argentina en la década de 1980.

## Cultura mexicana en Belice

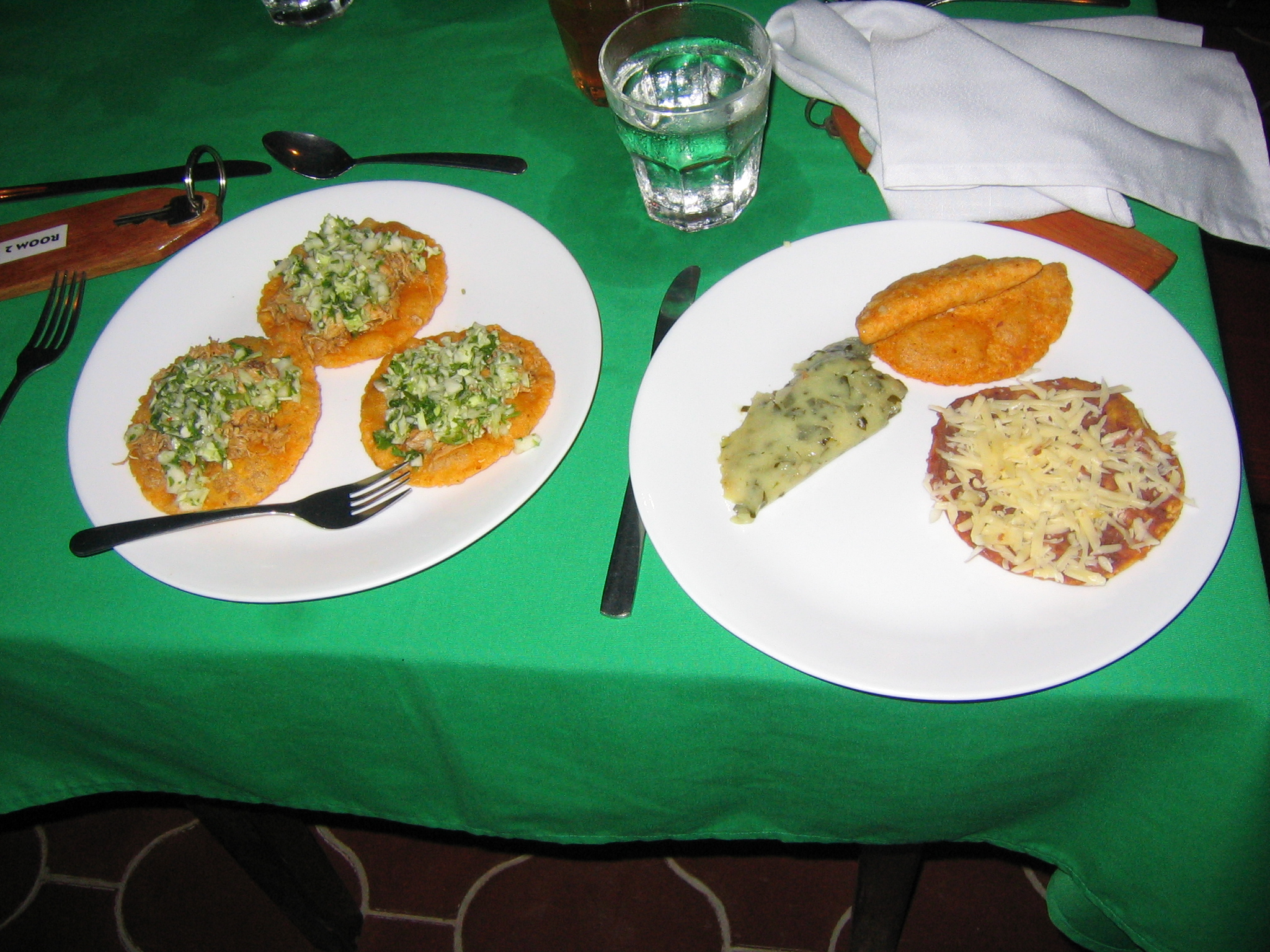
La cocina mexicana, es la mayor influencia mexicana que ha recibido Belice.

Siendo México, un país dominante culturalmente, no escapa su influencia en países vecinos como Estados Unidos, Belice y Guatemala, además que se comparten otros elementos culturales como la cultura maya y la lengua española.
La cocina mexicana, es la mayor influencia que ha recibido Belice, de México. Esto se debe a la vecindad que se comparte con México y a siglos de historia compartida entre ambos territorios, en Belice se hacen las gorditas, el pibipollo y la cochinita pibil, los panuchos, las quesadillas, los tamales, las enfrijoladas de maíz o los papadzules.

## Estadísticas
| Año del censo | Residentes mexicanos |
| ------------- | -------------------- |
| 2000          | 782                  |
| 2005          | 1 008                |
| 2010          | 2 351                |
| 2015          | 2 821                |

Según el Instituto de los Mexicanos en el Exterior, hacia 2010 (datos del censo beliceño) había 2821 mexicanos en Belice, de los cuales el 54 % eran hombres y el 46 % mujeres. La edad promedio es de 50 años. Las principales regiones de origen eran Chihuahua, Durango, Quintana Roo, Yucatán, Campeche, Zacatecas, Distrito Federal, Veracruz, Estado de México y Guanajuato. Las principales ocupaciones eran: empleado (47 %), amas de casa (34 %), estudiantes (13 %), profesionistas (2 %), misioneros, entre otros. El Instituto indica que no todos los residentes mexicanos están registrados ante la embajada en Belmopán.